# Union Theological Seminary

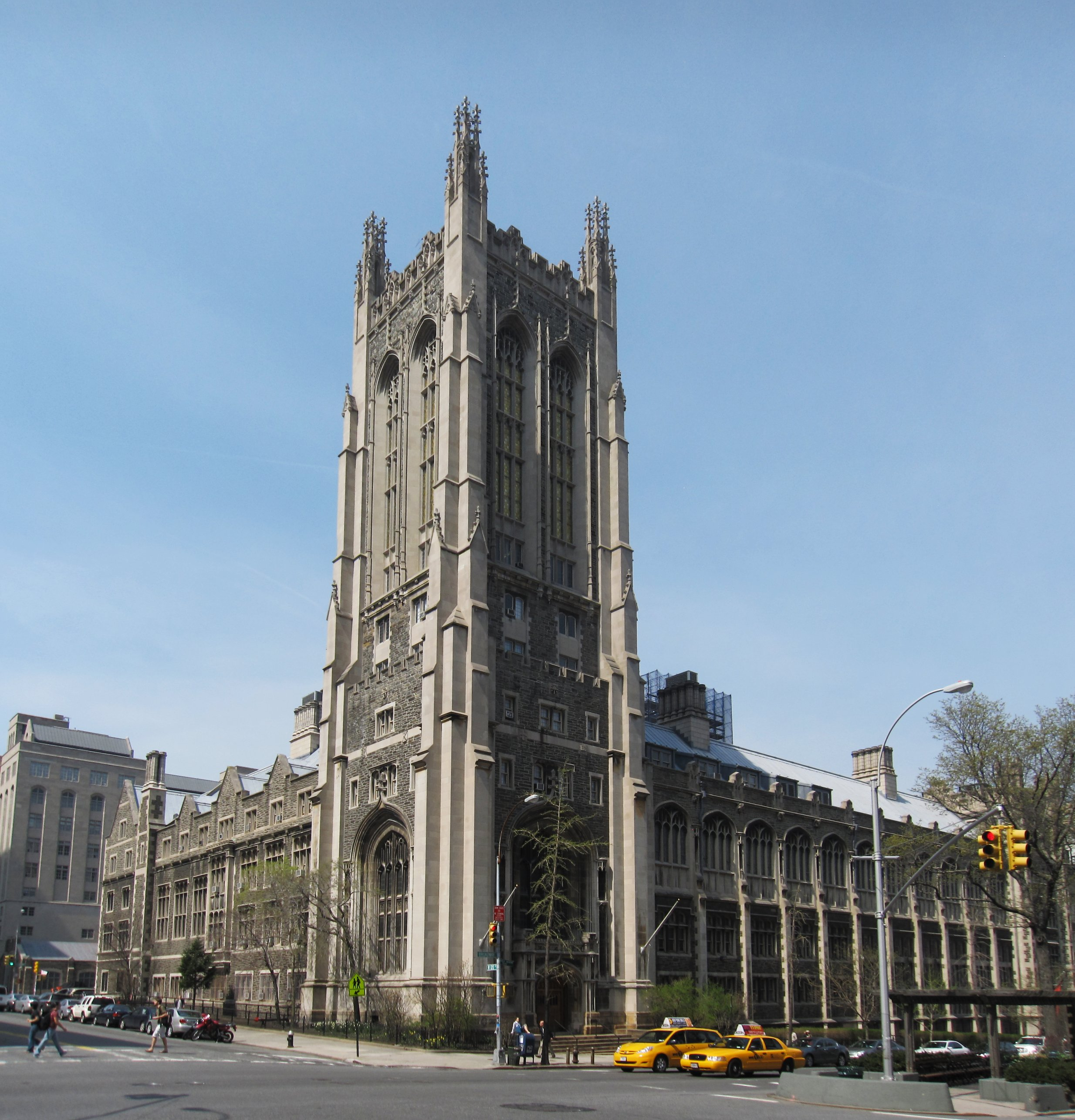
Bâtiment de l'Union Theological Seminary à New York

L'Union Theological Seminary est un séminaire protestant de théologie de New York.

## Histoire
Fondé en 1836 sous l'égide de l'Église presbytérienne américaine, il est le plus ancien séminaire indépendant des États-Unis. Il est aujourd'hui rattaché à l'université Columbia, située à proximité. Il est situé dans le quartier Morningside Heights de Manhattan entre Claremont Avenue et Broadway. Son bâtiment, de style Gothic Revival construit au début du XXe siècle, est inscrit sur le National Register of Historic Places listings de l'état de New York en 1980.

## Personnalités liées

### Enseignants célèbres
- Philip Schaff, bibliste et théologien américain d'origine suisse, historien des religions
- John Macquarrie, philosophe et théologien écossais
- Paul Tillich (professeur), théologien
- Reinhold Niebuhr, théologien américain
- James H. Cone, théologien afro-américain, fondateur de la théologie de la libération noire

### Étudiants célèbres
- Rubem Alves, fondateur brésilien de la théologie de la libération
- Dietrich Bonhoeffer, théologien allemand
- André Trocmé, pasteur et pacifiste français, juste parmi les nations pour son action au Chambon-sur-Lignon sous l'occupation
- Joann Aalfs (activiste  américaine des droits des femmes et des droits LGBT)
- Joseph L. Roberts Jr., pasteur américain
- Monique Dumais, théologienne québécoise